# 福井県道163号高江針原線
福井県道163号高江針原線（ふくいけんどう163ごう たかえはりばらせん）は福井県坂井市に終始する主要地方道と一般県道を結ぶ一般県道。

## 路線概要
芦原街道（福井県道5号）と福井県道103号を結ぶ指定区間の短い県道である。坂井市南部の住宅街と市街地を結ぶ役割を担っており、広域で考えた場合、坂井市内に網の目状に指定された県道の一本として包括的な交通網の一角として機能している。指定区間の短さの割に、重要度の高い路線である。

### 路線データ
- 起点：福井県坂井市春江町高江
- 終点：同市春江町針原

## 道路状況
全線片側1車線の確保された一般的な県道である。指定区間が短く住宅街を走るので、それほど混雑が起こることはない。しかし福井県道5号から福井県道10号や福井県道103号を経由して海岸線に出るルートの一つとなっているので交通量は割合多く、スムーズとはいかない交通状況の道路といえるだろう。

## 接続路線
- 福井県道103号福井三国線（坂井市春江町高江・安沢交差点、起点）
- 福井県道160号板倉高江線（坂井市春江町高江・高江交差点）
- 福井県道5号福井加賀線（坂井市春江町針原・針原北交差点、終点）

## 沿線周辺
- えちぜん鉄道三国芦原線 鷲塚針原駅